# Sonny Clark Quintets
Albums de Sonny Clark
Sonny Clark Trio
(1957) Cool Struttin'
(1958)
Sonny Clark Quintets est un album du pianiste de jazz Sonny Clark enregistré en 1957 et 1958. Il sortit en 1976.

## Origine
En 1957 Clark et son quintet enregistrèrent trois morceaux pour un futur album (BLP 1592) : Minor Meeting, Eastern Incident, et Little Sonny (ces morceaux parurent plus tard sur l’édition CD de My Conception). L’album prévu ne vit cependant pas le jour dans sa forme complète, ces trois morceaux étant les seuls utilisables, ce qui n'était pas assez pour un LP. Blue Note décida de les réunir avec deux autres compositions déjà présentes sur l’album Cool Struttin’ (BLP 1588) et d’appeler cet album Sonny Clark Quintets avec une sortie seulement au Japon.
Dans sa critique de l’album Lee Bloom écrit qu’il s’agit d’un album "qui intéressera les inconditionnels de ce superbe pianiste de hard bop" et précise que "les morceaux Minor Meeting, Eastern Incident et Little Sonny ne parurent jamais du vivant de Clark. Ils constituent un matériau à part car on y trouve le guitariste Kenny Burrell alors que Clark ne collaborait que rarement avec des guitaristes, exceptions faites de quelques merveilleuses collaborations avec trois maîtres de l’instrument : Grant Green, Tal Farlow et Jimmy Raney. Du point de vue de l’harmonie et rythmique, le jeu de Clark n’entre jamais en conflit avec la guitare, un vrai défi pour tout pianiste de jazz. Ces trois compositions originales sont par ailleurs une contribution de choix dans l’œuvre d’une qualité constante de Sonny Clark".

## Titres
| No | Titre            | Auteur                       | Durée |
| -- | ---------------- | ---------------------------- | ----- |
| 1. | Royal Flush      | Sonny Clark                  | 9:03  |
| 2. | Lover            | Richard Rodgers, Lorenz Hart | 7:04  |
| 3. | Minor Meeting    | Clark                        | 6:54  |
| 4. | Eastern Incident | Clark                        | 8:14  |
| 5. | Little Sonny     | Clark                        | 6:32  |

## Musiciens

### Pistes 1 et 2
- Sonny Clark - piano
- Paul Chambers - contrebasse
- Art Farmer - trumpet
- Jackie McLean - saxophone alto
- Philly Joe Jones - batterie

### Pistes 3 à 5
- Sonny Clark - piano
- Paul Chambers - contrebasse
- Clifford Jordan - saxophone ténor
- Kenny Burrell - guitare
- Pete LaRoca - batterie